# Vunivalu
Vunivalu ou dans sa forme complète Vunivalu ni Bau est le titre porté par le grand chef de la confédération Kubuna. Pour des raisons historiques, le titre, considéré sur le plan coutumier comme le plus important des Fidji, est toujours porté par le ratu de l'île Bau où se trouve également le siège de la confédération. Il fut laissé vacant de 1914 à 1957, puis depuis le décès de George Cakobau en 1989 jusqu'à l'intronisation de son fils Epenisa Cakobau en 2023, plusieurs lignées se le disputant,.

## Successions au titre de Vunivalu
| Nom                                   | Années de règne   | Naissance et décès                             | Commentaire |
| ------------------------------------- | ----------------- | ---------------------------------------------- | --- |
| Nailatikau                            | ???-1770          | ???-1770                                       | Premier Vunivalu. |
| Banuve Baleivavalagi                  | 1770-1803         | ???-1803                                       | |
| Naulivou Ramatenikutu                 | 1803-1829         | ???-1829                                       | Fils de Banuve Baleivavalagi. |
| Tanoa Visawaqa                        | 1829-1932         | Probablement dans les années 1770 ou 1780-1852 | Fils de Banuve Baleivavalagi, il doit s'exiler sur l'île de Taveuni à la suite d'un complot. |
| Navuaka Komainaqaranikula Tui Veikoso | 1832-1937         | ???                                            | Demi-frère ou frère classificatoire de Tanoa Visawaqa, il est à l'origine de son exil. |
| Tanoa Visawaqa                        | 1837-1852         | Probablement dans les années 1770 ou 1780-1852 | Fils de Banuve Baleivavalagi, il retrouve son titre en 1837 grâce à son fils Cakobau qui fit alliance avec la tribu des Rewa. |
| Seru Epenisa Cakobau                  | 1852-1883         | 1815-1883                                      | Unificateur de l'archipel fidjien, il porta également le titre de Tui Viti (roi des Fdiji) jusqu'au traité de cession au Royaume-Uni de 1874. Le titre de Tui Viti a aujourd'hui disparu bien qu'il ait été parfois considéré aux Fidji qu'Élisabeth II en ait été l'héritière. |
| Epeli Nailatikau                      | 1883-1901         | 1842-1901                                      | Fils de Seru Epenisa Cakobau, il ne fut jamais intronisé en tant que Vunivalu mais considéré comme tel après sa mort. |
| Penaia Kadavulevu                     | 1901-1914         | ???-1914                                       | Fils d'Epeli Nailatikau, il ne fut jamais intronisé en tant que Vunivalu mais considéré comme tel après sa mort. Le titre fut laissé vacant de 1914 à 1957. |
| George Cakobau                        | 1957-1989         | 1912-1989                                      | Gouverneur général des Fidji de 1973 à 1983, le titre est vacant pendant 34 ans après son décès en 1989. |
| Epenisa Cakobau                       | intronisé en 2023 | né vers 1960                                   | Fils de George Cakobau. |